# 호접비
호접비(蝴蝶飛, Flying Butterfly)는 홍콩에서 제작된 두기봉 감독의 2008년 영화이다. 장요양 등이 주연으로 출연하였고 슈 샤오밍 등이 제작에 참여하였다.

## 출연

### 주연
- 장요양

### 조연
- 임설
- 리빙빙
- 소미기
- 황우남
- 미아 얌
- 우용
- 주유민